# Denis Horthemels
Denis Horthemels (* 168.? in Paris; † 1. September 1749 ebenda) war ein französischer Buchhändler und Verleger.
Horthemels war Sohn der Buchhändler und Verleger Marie-Anne Cellier und Daniel Horthemels. 1718 wurde er in die Gilde der Buchhändler als Meister aufgenommen, machte sich als Buchhändler und Verleger selbstständig. Verheiratet war er mit Marie-Madeleine Delaporte. Die Ehe blieb kinderlos.
Seine gesamte nähere Verwandtschaft war im Umfeld des damaligen Buchdrucks beschäftigt. Waren schon die Großeltern und Eltern Buchhändler, war auch er wie sein Bruder Daniel II in diesem Metier tätig. Die anderen Geschwister, Frederic, Marie-Anne, Louise-Madeleine und Marie-Nicole waren Kupferstecher.
Joseph d’Hémery, der den Buchhandel als Inspektor kontrollierte, befand, dass Horthemels sein Geschäft schlecht führte. Nach seinem Tod führte seine Witwe das Geschäft weiter.
Er verlegte neben der Bibel Werke von Georg Ernst Stahl, Gideon Harvey, Joseph de La Charrière, Joseph Addison und etlichen anderen Autoren.

## Verlegertätigkeit (Auszug)
- Relation d’un voyage du pole arctique au pole antarctique par le centre du monde, unbekannter Autor
- Traité des opérations de chirurgie augmenté des bandages et appareils von Joseph de La Charrière
- Gedeonis Harvei, M. D. medici regis & reginæ ars curandi morbos expectatione; item de vanitatibus, dolis, & mendaciis medicorum. Accedunt his præcipue supposita, & phœnomena, quibus veterum recentiorumque dogmata de febribus, tussi, phthisi, asthmate, apoplexia, calculo renum & vesicæ, ischuria & passione hysterica convelluntur; aliaque verisimiliora traduntur von Gideon Harvey
- Georgii Ernesti Stahl, De motus haemorrhoidalis et fluxus haemorrhoidum diversitate, bene distinguenda tam ad veram theoriam seu pathologiam quam justam therapiam seu praxin, non tantum utilis sed plane necessaria remonstratio, duobus schediasmatibus ad duos viros medicos exarata von Georg Ernst Stahl
- Traité des operations de la chirurgie : dans lequel on explique mécaniquement les causes des maladies qui les précédent … & dans lequel on a introduit plusieurs nouvelles remarques après chaque operation, & un traité des playes avec la méthode de les bien panser ; augmenté des bandages & appareils à la fin de chaque opération, von Joseph de La Charrière
- Remarques sur divers endroits d’Italie, par Mr Addisson. Pour servir de supplément au Voyage de Mr Misson. Tome quatriéme von Joseph Addison
- Homélies ou instructions familières… von Lazare-André Bocquillot